# Kaukasier
Ordet kaukasier kan också syfta på människor som räknas till den vita rasen.

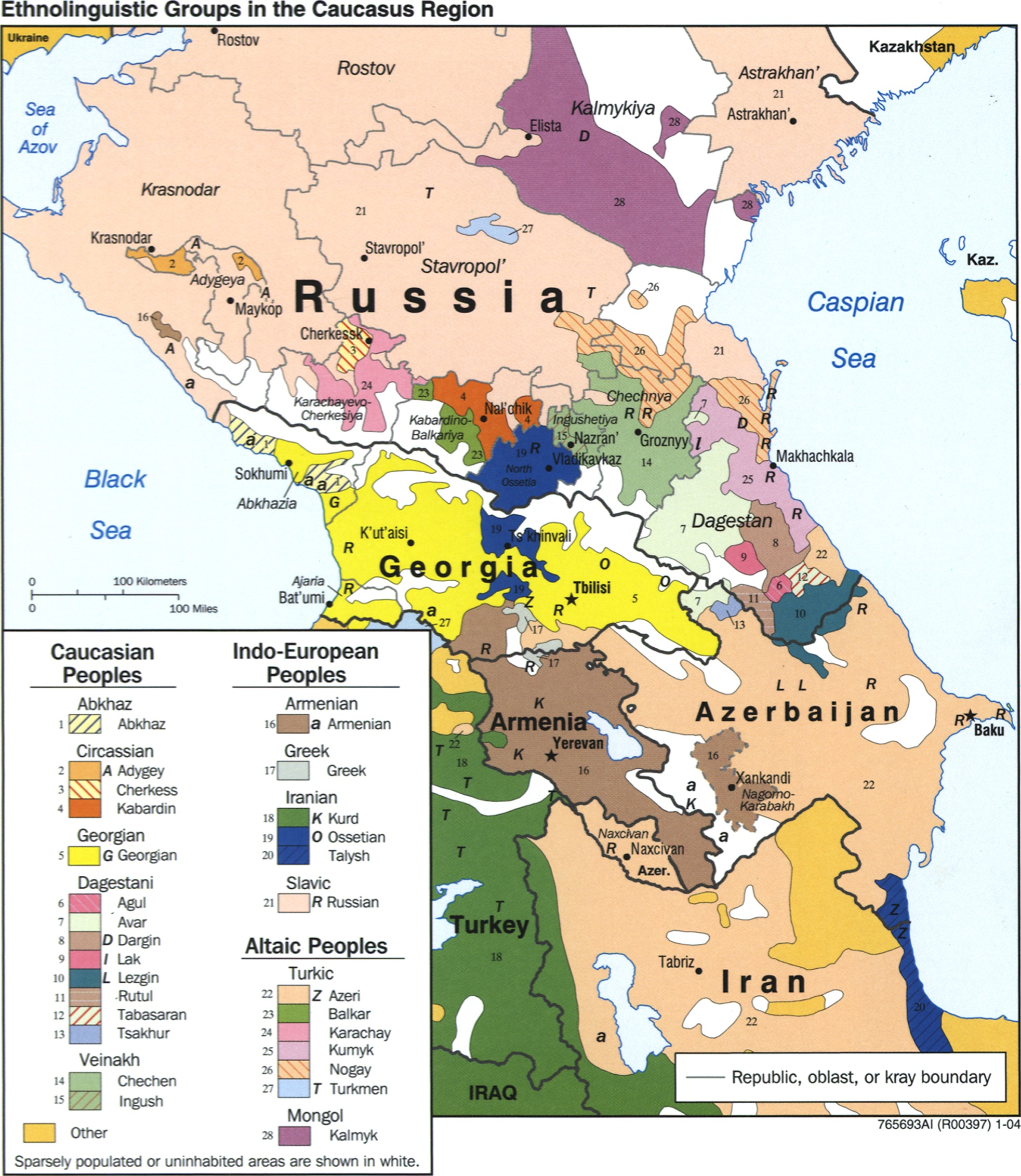
Etnisk sammansättning i Kaukasien

Kaukasier, eller kaukasiska folk, åsyftar vanligtvis de etniska grupper som talar kaukasiska språk och lever i Kaukasien. De största folkgrupperna är georgier (4 600 000), tjetjener (800 000) och avarer (500 000). De kaukasiska folken delas in i huvudgrupperna nordkaukasiska och sydkaukasisk (eller kartvelska) folk.
Ordet kaukasier kan alternativt syfta på invånare i Kaukasien oavsett etnisk tillhörighet.

## Kaukasiska folk
| Nordkaukasiska folk: - nordvästkaukasiska folk - abchazer - abaziner - adygéer - tjerkesser - kabardiner - ubycher - nachfolk: - batser - tjetjener - ingusjer | - nordöstkaukasiska folk: - avarer - aguler - darginer - laker - lezginer - rutuler - tabasaraner - tsachurer - udiner - artjiner | Sydkaukasiska folk (Kartvelska folk) - georgier - svaner - megreler - lazer |

## Alternativ betydelse
Ibland används begreppet mer allmänt som benämning även på andra folkslag bosatta i området, såsom azerier (ett turkfolk), osseter (ett iranskt folk) och armenier.